# Free the people
Free the people is een lied is geschreven door folkzangeres Barbara Keith. De carrière van die zangeres was kortstondig. Ze leverde een titelloze elpee af via A&M Records, maar stapte na dat album vrijwel meteen uit de muziekbusiness. De versie van Keith bracht het niet verder dan een promotiesingle, maar A&M zag van verdere promotie af. Het nummer werd vrijwel direct gecoverd door Delaney en Bonnie Bramlett. Onder degene die het nummer ook hebben gezongen bevinden zich Barbra Streisand en Olivia Newton-John. Er kwam ook een aantal vertalingen:
- Zweeds: Frihetssång (door Siw Malmkwist)
- Frans: Ouvre ton cœur (door Nicoletta)

## Delaney & Bonnie and friends
Free the people is een single van Delany & Bonnie and friends. Delaney en Bonnie staan voor het muzikale echtpaar Delaney (zang, gitaar) en Bonnie Bramlett (zang). De "friends" staat voor de musici, die nummer voor nummer ingeschakeld werden. Het is afkomstig van hun album To Bonnie from Delaney. De soul/folkdrive in Free the people is afkomstig van de Memphis Horns.

## Hitnotering
Het plaatje haalde nauwelijks ergens de hitparade. In Engeland had de voorgaande single nog wel enigszins succes, maar dat is waarschijnlijk te wijten aan de deelname van Eric Clapton aan de "Friends". Ook in de Verenigde Staten (Billboard Hot 100) haalde Free the people geen notering.

### Nederlandse Top 40
| Positie: | 26 | 13 | 9 | 14 | 24 | 40 | uit |

### NederlandseHilversum 3 Top 30
| Positie: | 28 | 18 | 9 | 9 | 14 | 22 | uit |

### BelgischeBRT Top 30/VlaamseUltratop 30
Geen notering

### NPO Radio 2 Top 2000
Free the People stond alleen in 1999 in de NPO Radio 2 Top 2000, op plek 1797.